# Raphael Geisenheimer
Raphael Geisenheimer (* 1. April 1799 in Frankfurt am Main; † im 19. Jahrhundert) war ein deutscher Kaufmann und Politiker.
Geisenheimer war der Sohn von Wolf Geisenheimer und dessen Ehefrau May geb. Guttel (Isaac). Siegmund Geisenheimer war sein Bruder. Er heiratete 1830 in Frankfurt Veronika Löb. Aus der Ehe ging der gemeinsame Sohn Ludwig Otto Geisenheimer und weitere 7 Kinder hervor. Er lebte als Tuchhändler in der Freien Stadt Frankfurt.
Er war dort auch politisch aktiv und war 1865 bis zum Ende der freien Stadt 1866 als Suppleant Mitglied des Gesetzgebenden Körpers der Freien Stadt Frankfurt.